# Associazione Italiana per l'Intesa Intellettuale fra i Paesi Alleati e Amici
Associazione Italiana per l'Intesa Intellettuale fra i Paesi Alleati e Amici è un'associazione nata nei mesi di giugno e luglio del 1916 per impulso di parte del mondo intellettuale italiano, sulla scia di quanto stava accadendo in altre nazioni dell'Intesa con la finalità di orientare la scienza italiana verso obiettivi al servizio del Paese.
L'associazione fu un importante centro di scambio di idee e fondò anche una propria rivista denominata L'Intesa Intellettuale.
Il suo primo Presidente fu Vito Volterra, sostenuto da un Comitato esecutivo composto da eminenti nomi legati alla scienza, al giornalismo, alla politica e all'amministrazione dello Stato, tra cui Marco Besso, Salvatore Lauro, Alfredo Rocco, Leonardo Bianchi, Guido Castelnuovo, Ubaldo Comandini, Antonio De Viti De Marco, Francesco Durante, Pietro Fedele, Luigi Pigorini, Fortunato Pintor, Vittorio Rossi, Alberto Tonelli, Andrea Torre.
L'associazione fu avversata da Benedetto Croce che la riteneva un'oscura associazione di individui che si arrogano il diritto di rappresentare il pensiero nazionale; fu ben vista, invece, dagli ambienti governativi interessati a canalizzare gli sforzi della ricerca scientifica per la guerra.